# マッティア・ヴァローティ
マッティア・ヴァローティ（Mattia Valoti、1993年9月6日 - ）は、イタリア・ヴェネト州ヴィチェンツァ県ヴィチェンツァ出身のサッカー選手。ACモンツァ所属。ポジションはMF。

## 経歴
2006年からUCアルビーノレッフェのユースチームに所属し5シーズンを過ごした。2010年10月27日、コッパ・イタリアのFCクロトーネ戦でトップチームデビューした。3日後にはノヴァーラ・カルチョ戦でセリエBデビューを果たした。
2011年1月、ACミランに移籍することが決定したが、そのシーズンはアルビーノレッフェでプレーした。2014年7月にはエラス・ヴェローナFCに期限付き移籍した。2015年7月7日にヴェローナと新たな契約を結んだ。同月23日、セリエBのデルフィーノ・ペスカーラ1936にローンで加入した。2016年2月1日にASリヴォルノ・カルチョに期限付き移籍し、引き続きセリエBでプレーすることとなった。
2018年7月6日、SPALへレンタル移籍。
2021年7月12日、セリエBのACモンツァに一定の条件が達成されれば買取義務の発生する1年間のレンタル移籍で加入した。

## 代表歴
イタリア代表として世代別代表に招集されていた。

## 人物
父親のアラディーノ・ヴァローティは現役時代にアタランタBCやピアチェンツァ・カルチョでプレーした。また現在はUCアルビーノレッフェでスポーツディレクターを務めている。

## タイトル
クラブ
ACミラン
- スーペルコッパ・イタリアーナ 2011